# Kobusy (województwo mazowieckie)
Kobusy – wieś sołecka  w Polsce położona w województwie mazowieckim, w powiecie garwolińskim, w gminie Sobolew.
Wierni Kościoła rzymskokatolickiego należą do parafii Świętej Rodziny i św. Apostołów Piotra i Pawła w Sobolewie.
W latach 1975–1998 miejscowość administracyjnie należała do województwa siedleckiego.